# Boguslaw Konieska
Boguslaw Konieczka est un footballeur professionnel français d'origine polonaise, né le 18 décembre 1938 à Pecquencourt. Il évoluait au poste de défenseur.

## Biographie
Il est le filleul d'un autre joueur professionnel né à Pecquencourt, Joseph Kolasniewski. Il vit depuis sa retraite sportive à Pecquencourt.

## Carrière
- 1957 1958 :  Lille OSC (D1) : 10 matchs, 0 but[1]
- 1958 1959 :  Lille OSC (D1) : 30 matchs, 0 but
- 1959 1960 :  Lille OSC (D2) : 1 match, 0 but
- 1960 1961 :  Lille OSC (D2) : pas de match avec l'équipe première
- 1961 1962 :  Lille OSC (D2) : 27 matchs, 0 but
- 1962 1963 :  Lille OSC (D2) : 25 matchs, 0 but